# KNVB-Pokal 2010/11
Der KNVB-Pokal 2010/11 war die 93. Auflage des niederländischen Fußball-Pokalwettbewerbs. Der amtierende Meister FC Twente besiegte im Finale am 8. Mai 2011 im Rotterdamer De Kuip den Titelverteidiger Ajax Amsterdam trotz eines 0:2-Rückstandes mit 3:2 nach Verlängerung.
Insgesamt 93 Mannschaft nahmen an dem Wettbewerb teil. Neben den jeweils 18 Teams aus den beiden Profiligen Eredivisie und Eerste Divisie sowie dem Zweitligaabsteiger FC Oss, die für die dritte Runde gesetzt waren, waren dies 31 Vereine, die sich für die neu eingerichtete Topklasse qualifizierten, sowie 25 weitere Amateurvertreter, darunter die 24 Halbfinalisten um den KNVB beker voor amateurs, den Pokal der Amateurmannschaften; 52 dieser 56 Teams waren bereits für die zweite Runde qualifiziert, so dass in einer ersten Ausscheidungsrunde nur vier der Amateurteams antraten.
Überraschend kamen drei Teams aus der Topklasse – zwei von ihnen mit Siegen über die Erstligisten Excelsior und Heracles Almelo – und mit der VV Noordwijk ein Hoofdklasse-Amateurteam ins Achtelfinale. Noordwijk konnte sich darin gegen Drittligist Nijkerk sogar für das Viertelfinale qualifizieren, in dem man jedoch dem RKC Waalwijk unterlag.

## Teilnehmende Teams
| Eredivisie (18) (Level 1) | Eredivisie (18) (Level 1) | Eerste Divisie (19) (Level 2) | Eerste Divisie (19) (Level 2) |
| --- | --- | --- | --- |
| - Ajax Amsterdam - ADO Den Haag - AZ Alkmaar - Feyenoord Rotterdam - FC Groningen - SC Heerenveen - Heracles Almelo - NAC Breda - NEC Nijmegen | - PSV Eindhoven - Roda JC Kerkrade - FC Twente Enschede - FC Utrecht - Vitesse Arnheim - VVV-Venlo - Willem II Tilburg - BV De Graafschap ▲ - Excelsior Rotterdam ▲ | - Sparta Rotterdam ▼ - RKC Waalwijk ▼ - Almere City - AGOVV Apeldoorn - SC Cambuur - FC Den Bosch - FC Dordrecht - FC Eindhoven - FC Emmen - Fortuna Sittard | - Go Ahead Eagles - Helmond Sport - MVV Maastricht - FC Oss - RBC Roosendaal - SC Telstar 1963 - BV Veendam - FC Volendam - FC Zwolle |
| Topklasse (31) (Level 3) | | | |
| - Achilles ’29 - Alphense Racing Club - AFC Amsterdam - CSV Apeldoorn - SV Argon - BVV Barendrecht - VV Baronie - VV Capelle                   | - JVC Cuijk - VV Dijkse Boys - EVV Echt - Excelsior ’31 Rijssen - VV Flevo Boys - VV Gemert - SC Genemuiden - VV Haaglandia/Sir Winston                             | - Harkemase Boys - HHC Hardenberg - FC Hilversum - HSV Hoek - HVV Hollandia - VV IJsselmeervogels - VV Katwijk - FC Lienden                                  | - FC Lisse - Quick '20 Oldenzaal - Rijnsburgse Boys - SV Spakenburg - VV Sparta Nijkerk - SV De Treffers - VV Sint Bavo               |
| Hoofdklasse (18) (Level 4) | | | |
| - ACV Assen - ASWH - Be Quick 1887 - SV Deurne - VV Dongen                                                                                     | - GVVV - HSC ’21 Haaksbergen - VV Kloetinge - Kozakken Boys - VV Noordwijk                                                                                          | - PKC ʼ83 Groningen - SDC Putten - VV Sneek Wit Zwart - SV Venray                                                                                            | - VAV Voorschoten ʼ97 - SVZW Wierden - WKE Emmen - HCSV Zwaluwen ʼ30                                                                  |
| Eerste Klasse (4) (Level 5) | Eerste Klasse (4) (Level 5) | Tweede Klasse (3) (Level 6) | Tweede Klasse (3) (Level 6) |
| - VV DOVO - RKSV Groene Ster | - HVCH Heesch - VC Vlissingen | - FC Presikhaaf - UVS Leiden | - Wilhelmina '08 Weert |

## Termine
| Runde         | Termine                       |
| ------------- | ----------------------------- |
| 1. Runde      | 18. August 2010               |
| 2. Runde      | 25. August 2010               |
| 3. Runde      | 21. – 23. September 2010      |
| 4. Runde      | 9. – 11. November 2010        |
| Achtelfinale  | 21. Dez. 2010 – 18. Jan. 2011 |
| Viertelfinale | 25. – 27. Januar 2011         |
| Halbfinale    | 2. – 3. März 2011             |
| Finale        | 8. Mai 2011                   |

## 1. Runde
Teilnehmer: Vier Amateurmannschaften.
| Datum      |                    | Ergebnis                         |               |
| ---------- | ------------------ | -------------------------------- | ------------- |
| 18.08.2010 | Be Quick 1887 (4)  | 2:1 (1:1)                        | ASWH (4)      |
| 18.08.2010 | HHC Hardenberg (3) | 1:1 n. V. (1:1, 1:1) (1:4 i. E.) | SV Venray (4) |

In Klammern das jeweilige Ligalevel.

## 2. Runde
Teilnehmer: Die 2 Gewinner der 1. Runde und 52 weitere Amateure.
| Datum      |                               | Ergebnis                         |                           |
| ---------- | ----------------------------- | -------------------------------- | ------------------------- |
| 25.08.2010 | Achilles ’29 (3)              | 6:0 (4:0)                        | PKC ʼ83 Groningen (6)     |
| 25.08.2010 | Alphense Racing Club (3)      | 4:0 (2:0)                        | SV Venray (4)             |
| 25.08.2010 | Be Quick 1887 (4)             | 1:2 n. V. (1:1, 0:0)             | HSC ’21 Haaksbergen (4)   |
| 25.08.2010 | VV Capelle (3)                | 4:0 (0:0)                        | VV Sneek Wit Zwart (4)    |
| 25.08.2010 | CSV Apeldoorn (3)             | 0:1 (0:1)                        | VV Gemert (3)             |
| 25.08.2010 | SV Deurne (4)                 | 3:0 (1:0)                        | BVV Barendrecht (3)       |
| 25.08.2010 | EVV Echt (3)                  | 2:1 (0:1)                        | VV IJsselmeervogels (3)   |
| 25.08.2010 | VV Flevo Boys (3)             | 3:0 (1:0)                        | VV Baronie (3)            |
| 25.08.2010 | SC Genemuiden (3)             | 2:2 n. V. (2:2, 1:1) (6:5 i. E.) | FC Hilversum (3)          |
| 25.08.2010 | VV Haaglandia/Sir Winston (3) | 2:2 n. V. (2:2, 0:1) (5:4 i. E.) | SVZW Wierden (4)          |
| 25.08.2010 | HVCH Heesch (5)               | 1:5 (1:2)                        | VV Sparta Nijkerk (3)     |
| 25.08.2010 | JVC Cuijk (3)                 | 2:3 (0:2)                        | Excelsior ’31 Rijssen (3) |
| 25.08.2010 | HVV Hollandia (3)             | 4:2 (3:2)                        | Harkemase Boys (3)        |
| 25.08.2010 | VV Kloetinge (4)              | 3:4 (2:2)                        | VV Sint Bavo (3)          |
| 25.08.2010 | Kozakken Boys (4)             | 6:1 (3:1)                        | AFC Amsterdam (3)         |
| 25.08.2010 | FC Lisse (3)                  | 0:2 (0:1)                        | VV Dijkse Boys (3)        |
| 25.08.2010 | VV Noordwijk (4)              | 3:2 (2:0)                        | FC Lienden (3)            |
| 25.08.2010 | Quick '20 Oldenzaal (3)       | 0:1 (0:1)                        | ACV Assen (4)             |
| 25.08.2010 | Rijnsburgse Boys (3)          | 2:0 (1:0)                        | VV Dongen (4)             |
| 25.08.2010 | SDC Putten (4)                | 3:0 (1:0)                        | SV Argon (3)              |
| 25.08.2010 | SV De Treffers (3)            | 3:1 (2:0)                        | HSV Hoek (3)              |
| 25.08.2010 | UVS Leiden (6)                | 0:3 (0:1)                        | VV DOVO (5)               |
| 25.08.2010 | VC Vlissingen (5)             | 1:3 (1:1)                        | SV Spakenburg (3)         |
| 25.08.2010 | VAV Voorschoten ʼ97 (4)       | 3:0 n. V. (0:0, 0:0)             | FC Presikhaaf (6)         |
| 25.08.2010 | Wilhelmina '08 Weert (6)      | 01:11 (0:7)                      | VV Katwijk (3)            |
| 25.08.2010 | WKE Emmen (4)                 | 6:1 (3:0                         | GVVV (4)                  |
| 25.08.2010 | HCSV Zwaluwen ʼ30 (4)         | 0:0 n. V. (1:1, 0:0) (3:5 i. E.) | RKSV Groene Ster (5)      |

In Klammern das jeweilige Ligalevel.

## 3. Runde
Teilnehmer: Die 27 Gewinner der 2. Runde, die 18 Vereine der Eredivisie 2009/10 und 19 Mannschaften der Eerste Divisie 2009/10. Die Mannschaften, die in einem europäischen Pokalwettbewerb standen, konnten nicht gegeneinander gelost werden. Amateurvereine hatten Heimrecht, wenn sie gegen einen Profiklub gelost wurden.
| Datum      |                               | Ergebnis                         |                         |
| ---------- | ----------------------------- | -------------------------------- | ----------------------- |
| 21.09.2010 | FC Emmen (2)                  | 1:3 (0:0)                        | SC Heerenveen (1)       |
| 21.09.2010 | Excelsior ’31 Rijssen (3)     | 0:2 (0:1)                        | ADO Den Haag (1)        |
| 21.09.2010 | VV Flevo Boys (3)             | 0:6 (0:2)                        | Vitesse Arnheim (1)     |
| 21.09.2010 | SC Genemuiden (3)             | 2:0 (0:0)                        | ACV Assen (4)           |
| 21.09.2010 | HVV Hollandia (3)             | 1:2 (0:0)                        | FC Volendam (2)         |
| 21.09.2010 | HSC ’21 Haaksbergen (4)       | 0:2 (0:0)                        | Go Ahead Eagles (2)     |
| 21.09.2010 | VV Noordwijk (4)              | 3:1 (2:0)                        | VAV Voorschoten ʼ97 (4) |
| 21.09.2010 | RKC Waalwijk (2)              | 4:1 (3:1)                        | Almere City (2)         |
| 21.09.2010 | SDC Putten (4)                | 1:1 n. V. (1:1, 1:1) (4:3 i. E.) | VV DOVO (5)             |
| 21.09.2010 | SV Spakenburg (3)             | 0:0 n. V. (5:3 i. E.)            | RBC Roosendaal (2)      |
| 21.09.2010 | VV Sparta Nijkerk (3)         | 2:1 (1:0)                        | Kozakken Boys (4)       |
| 21.09.2010 | SC Telstar 1963 (2)           | 3:1 (1:0)                        | Fortuna Sittard (2)     |
| 21.09.2010 | BV Veendam (2)                | 2:1 n. V. (1:1, 0:1)             | Helmond Sport (2)       |
| 21.09.2010 | FC Zwolle (2)                 | 2:2 n. V. (2:2, 1:0) (4:3 i. E.) | Willem II Tilburg (1)   |
| 22.09.2010 | Ajax Amsterdam (1)            | 5:0 (3:0)                        | MVV Maastricht (2)      |
| 22.09.2010 | Alphense Racing Club (3)      | 0:3 (0:3)                        | Heracles Almelo (1)     |
| 22.09.2010 | VV Capelle (3)                | 1:4 (1:1)                        | FC Twente Enschede (1)  |
| 22.09.2010 | FC Den Bosch (2)              | 2:3 (2:2)                        | AZ Alkmaar (1)          |
| 22.09.2010 | EVV Echt (3)                  | 3:5 (0:1)                        | FC Eindhoven (2)        |
| 22.09.2010 | Feyenoord Rotterdam (1)       | 1:1 n. V. (1:1, 0:0) (3:4 i. E.) | Roda JC Kerkrade (1)    |
| 22.09.2010 | VV Gemert (3)                 | 0:4 n. V.                        | AGOVV Apeldoorn (2)     |
| 22.09.2010 | BV De Graafschap (1)          | 1:1 n. V. (1:1, 0:0) (3:4 i. E.) | FC Utrecht (1)          |
| 22.09.2010 | RKSV Groene Ster (5)          | 2:2 n. V. (1:1, 0:0) (1:3 i. E.) | VV Dijkse Boys (3)      |
| 22.09.2010 | VV Haaglandia/Sir Winston (3) | 1:4 n. V. (1:1, 1:0)             | FC Groningen (1)        |
| 22.09.2010 | PSV Eindhoven (1)             | 3:0 (1:0)                        | Sparta Rotterdam (2)    |
| 22.09.2010 | Rijnsburgse Boys (3)          | 4:2 n. V. (2:2, 1:0)             | SV Deurne (3)           |
| 22.09.2010 | SV De Treffers (3)            | 5:1 (2:0)                        | VV Katwijk (3)          |
| 22.09.2010 | VV Sint Bavo (3)              | 0:2 (0:0)                        | SC Cambuur (2)          |
| 22.09.2010 | WKE Emmen (4)                 | 0:3 (0:2)                        | Excelsior Rotterdam (1) |
| 23.09.2010 | Achilles ’29 (3)              | 2:0 (0:0)                        | FC Oss (2)              |
| 23.09.2010 | FC Dordrecht (2)              | 4:3 (3:1)                        | NEC Nijmegen (1)        |
| 23.09.2010 | NAC Breda (1)                 | 3:1 (1:1)                        | VVV-Venlo (1)           |

In Klammern das jeweilige Ligalevel.

## 4. Runde
Teilnehmer: Die 32 Sieger der 3. Runde.
| Datum      |                       | Ergebnis                         |                         |
| ---------- | --------------------- | -------------------------------- | ----------------------- |
| 09.11.2010 | SC Cambuur (2)        | 1:4 (0:2)                        | RKC Waalwijk (2)        |
| 09.11.2010 | FC Dordrecht (1)      | 0:2 (0:1)                        | FC Volendam (2)         |
| 09.11.2010 | SC Heerenveen (1)     | 0:2 (0:0)                        | NAC Breda (1)           |
| 09.11.2010 | SDC Putten (1)        | 0:2 (0:2)                        | SC Telstar 1963 (2)     |
| 09.11.2010 | VV Sparta Nijkerk (3) | 2:1 (1:1)                        | Excelsior Rotterdam (1) |
| 09.11.2010 | FC Zwolle (2)         | 1:1 n. V. (1:1, 0:0) (3:5 i. E.) | FC Twente Enschede (1)  |
| 10.11.2010 | AGOVV Apeldoorn (2)   | 0:2 (0:0)                        | FC Utrecht (1)          |
| 10.11.2010 | AZ Alkmaar (1)        | 3:0 (1:0)                        | FC Eindhoven (2)        |
| 10.11.2010 | VV Dijkse Boys (3)    | 1:9 (1:3)                        | SC Genemuiden (3)       |
| 10.11.2010 | Go Ahead Eagles (2)   | 0:2 (0:0)                        | Roda JC Kerkrade (1)    |
| 10.11.2010 | PSV Eindhoven (1)     | 3:0 (1:0)                        | SV Spakenburg (3)       |
| 10.11.2010 | SV De Treffers (3)    | 0:1 (0:0)                        | VV Noordwijk (4)        |
| 10.11.2010 | Vitesse Arnheim (1)   | 3:0 (2:0)                        | Rijnsburgse Boys (3)    |
| 11.11.2010 | Achilles ’29 (3)      | 5:3 (1:2)                        | Heracles Almelo (1)     |
| 11.11.2010 | Ajax Amsterdam (1)    | 3:0 (0:0)                        | BV Veendam (2)          |
| 11.11.2010 | FC Groningen (1)      | 1:1 n. V. (1:1, 0:0) (5:4 i. E.) | ADO Den Haag (1)        |

In Klammern das jeweilige Ligalevel.

## Achtelfinale
Teilnehmer: Die 16 Sieger der 4. Runde.
| Datum      |                        | Ergebnis                         |                     |
| ---------- | ---------------------- | -------------------------------- | ------------------- |
| 21.12.2010 | FC Twente Enschede (1) | 5:0 (4:0)                        | Vitesse Arnheim (1) |
| 22.12.2010 | Roda JC Kerkrade (1)   | 1:3 (1:1)                        | PSV Eindhoven (1)   |
| 22.12.2010 | FC Utrecht (1)         | 1:0 (0:0)                        | FC Volendam (2)     |
| 23.12.2010 | Ajax Amsterdam (1)     | 1:0 (1:0)                        | AZ Alkmaar (1)      |
| 18.01.2011 | Achilles ’29 (3)       | 2:2 n. V. (1:1, 0:0) (1:3 i. E.) | RKC Waalwijk (2)    |
| 18.01.2011 | SC Genemuiden (3)      | 2:3 (1:2)                        | FC Groningen (1)    |
| 18.01.2011 | VV Sparta Nijkerk (3)  | 3:3 n. V. (2:2, 1:2) (3:5 i. E.) | VV Noordwijk (4)    |
| 18.01.2011 | SC Telstar 1963 (2)    | 0:1 (0:1                         | NAC Breda (1)       |

In Klammern das jeweilige Ligalevel.

## Viertelfinale
| Datum      |                        | Ergebnis                         |                   |
| ---------- | ---------------------- | -------------------------------- | ----------------- |
| 25.01.2011 | RKC Waalwijk (2)       | 6:0 (5:0)                        | VV Noordwijk (4)  |
| 26.01.2011 | FC Twente Enschede (1) | 1:1 n. V. (1:1, 1:1) (7:6 i. E.) | PSV Eindhoven (1) |
| 26.01.2011 | FC Utrecht (1)         | 3:2 (2:1)                        | FC Groningen (1)  |
| 27.01.2011 | Ajax Amsterdam (1)     | 4:1 (2:1)                        | NAC Breda (1)     |

In Klammern das jeweilige Ligalevel.

## Halbfinale
| Datum      |                        | Ergebnis  |                  |
| ---------- | ---------------------- | --------- | ---------------- |
| 02.03.2011 | FC Twente Enschede (1) | 1:0 (0:0) | FC Utrecht (1)   |
| 03.03.2011 | Ajax Amsterdam (1)     | 5:1 (2:1) | RKC Waalwijk (2) |

In Klammern das jeweilige Ligalevel.

## Finale
| FC Twente Enschede                 | FC Twente Enschede | Ajax Amsterdam | Ajax Amsterdam |
| ---------------------------------- | --- | --- | -------------- |
| FC Twente Enschede                 | \| 8. Mai 2011 in Rotterdam (De Kuip) \| \| Ergebnis: 3:2 n. V. (2:2, 1:2) \| \| Zuschauer: 45.000 \| \| Schiedsrichter: Kevin Blom \| \| Spielbericht \| | \| 8. Mai 2011 in Rotterdam (De Kuip) \| \| Ergebnis: 3:2 n. V. (2:2, 1:2) \| \| Zuschauer: 45.000 \| \| Schiedsrichter: Kevin Blom \| \| Spielbericht \| | Ajax Amsterdam |
| FC Twente Enschede                 | Sander Boschker – Dwight Tiendalli, Peter Wisgerhof (100. Rasmus Bengtsson), Douglas, Bart Buysse – Denny Landzaat, Wout Brama, Theo Janssen – Bryan Ruiz, Luuk de Jong (106. Marc Janko), Nacer Chadli (91. Emir Bajrami) Cheftrainer: Michel Preud’homme ( Belgien) | Kenneth Vermeer – Gregory van der Wiel (91. Darío Cvitanich), Toby Alderweireld, Jan Vertonghen, Nicolai Boilesen (73. Daley Blind) – Demy de Zeeuw (66. Eyong Enoh), Vurnon Anita, Christian Eriksen – Miralem Sulejmani, Siem de Jong, Lorenzo Ebecilio Cheftrainer: Frank de Boer | Ajax Amsterdam |
| FC Twente Enschede                 | 1:2 Wout Brama (45.) 2:2 Theo Janssen (56.) 3:2 Marc Janko (117.) | 0:1 Demy de Zeeuw (19.) 0:2 Lorenzo Ebecilio (40.) | Ajax Amsterdam |
| FC Twente Enschede                 | Douglas, Wout Brama, Theo Janssen, Luuk de Jong | Demy de Zeeuw, Daley Blind, Eyong Enoh, Darío Cvitanich | Ajax Amsterdam |
| 8. Mai 2011 in Rotterdam (De Kuip) | | |                |
| Ergebnis: 3:2 n. V. (2:2, 1:2)     | | |                |
| Zuschauer: 45.000                  | | |                |
| Schiedsrichter: Kevin Blom         | | |                |
| Spielbericht                       | | |                |